# 梅多溪
梅多溪（英語：Meadow Brook）位於美國賓夕法尼亞州拉克瓦納縣，全長3.2公里，流域面積6.3平方公里，是拉克万纳河的支流。溪水源於鄧莫爾公墓一帶，最終在斯克蘭頓內與拉克万纳河交匯，屬於一級支流。溪水大部分時間流經涵洞系統，但亦有部份時間會流經開放的混凝土通道或天然通道。
梅多溪曾經歷了顯著的流量損失，現時流量以間歇性雨水為主。溪流曾經源自鄰近穆西克山脈底部的泉水和滲水，但在人類活動干擾後，導致溪源改至現時位置。森林山公墓旁的溪段長有原始森林。而據美國陸軍工兵部隊估計，沿溪區域適合小型哺乳動物生存，可惜未能觀察到相關蹤跡。另外，儘管溪流被劃定為冷水魚漁場和洄游魚漁場，但大多溪段已因為人類活動而遭受嚴重影響。

## 流向
梅多溪源於拉克瓦納縣鄧莫爾的鄧莫爾公墓一帶。溪水首先往西北偏北方向流動一小段距離，然後再往西方流動數百米。接著，溪水轉往西南偏西方向流動約莫兩公里，並在進入斯克蘭頓範圍後改在地下流動。及後，溪水會再次轉往西南方流動。在這數百米距離內，溪水數度在地表和地下流動。最後，溪流與流經市內的拉克萬納河匯合。
梅多溪源頭與拉克萬納河匯合處相距19.04公里（11.83英里）。

### 支流
梅多溪曾經有一條支流。但是，經過1890年代普莱斯－潘科斯特煤炭公司（Price-Pancoast Coal Company）的營運和相關開採工作、81號州際公路的修建，以及1960年代瑪麗伍德大學校園的修築，該支流已不復存在。

## 流域
梅多溪的流域面積約為6.3平方公里（2.43平方英里）。但在以前，溪流的流域面積一度達10平方公里（4平方英里）。整段溪流皆位於美國地質調查局斯克蘭頓四邊形地籍圖內，且被評為一級支流。
溪流的主要土地利用包括高密度住宅用地、工業用地和開放空間。多個社區靠近溪流下游，而基石垃圾堆填區（Keystone Landfill）和81號州際公路則鄰近上游。另外，溪流流域內亦築有生態草溝和地下滲濾系統。
溪流是鄧莫爾一帶的洪水源頭。1955年飓风黛安肆虐期間，洪水一度經由溪流淹浸鄧莫爾的低窪地區。

## 地理
梅多溪溪口附近的海拔高度為211米（692英尺），而源頭附近的海拔高度則為285米（935英尺）。
溪流在城市發展和採礦的嚴重影響下，其自然功能經已喪失，看起來不像一條溪流，甚至被描述為「基本上不存在」。但是，溪流仍然保有部分功能，而在這方面它與同一地區的其他溪流類似。溪床由鵝卵石和岩石的混合物組成，未有被人為活動而破壞。
溪流曾經源自鄰近穆西克山脈底部的泉水和滲水，這些水還滋養了附近的冰川沼澤和濕地。然而，賓夕法尼亞煤炭公司（Pennsylvania Coal Company）在該區開挖並修建吉普賽格羅夫煤礦（Gypsy Grove Colliery），及後基石垃圾堆填區亦在此落成，導致溪源改至現時位置。
溪流的大部分溪段被鋪上混凝土置換為人工通道。然而，位靠森林山公墓的溪段仍然保留著天然通道。此外，大部分溪段皆坐落在地下涵洞系統內。溪流流經7條管道，尺寸從7.6至61厘米（3至24英寸）不等。

## 水文
梅多溪部分溪段曾完全失去水流，亦有部分因採礦或之後的開發活動而遭摧毀。現時溪流主要被用作下水道，流量由間歇性雨水組成。流域內建有一座雨水貯留設施，由斯威夫特圍欄公司擁有和管理。
自1990年代起，斯克蘭頓政府已找出並解決數個位於流域內的污水溢流黑點。溪流和溪床不時有雜物堆積，其中包括戶外垃圾和花卉樹木廢料等。另外，鄰近杰斐遜大道的溪段亦存在大量沉積物。
溪流溪床較為乾燥，其水溫在春季測量時錄得範圍為12至15°C（54至59°F）。在與拉克万纳河交匯的位置，溪流的年最高流量有十分之一機會能達18立方米每秒（630立方英尺每秒）。另外，溪流有2%機會能達24立方米每秒（850立方英尺每秒），亦有1%機會能27立方米每秒（950立方英尺每秒）。至於年最高流量達31立方米每秒（1,110立方英尺每秒）的機率僅為0.2%。

## 歷史
梅多溪在1979年8月2日被錄入，識別號碼為1199142。
在1880年代社區發展的過程中，開發商把口語學校（現稱斯克蘭頓州立聾人學校）至桑德森大道的一段溪流覆蓋，並把該溪段改為涵洞。到了1900年，溪流完全失去自然功能，基流亦因地下開採而喪失。1909年，賓夕法尼亞煤炭公司把溪流的水引流至安德伍德礦山排水隧道（Underwood Mine Drainage Tunnel）內。1960年代，賓夕法尼亞州環境保護部引流更多的溪水來修建通往安德伍德隧道的鑽孔。而在1995年和1997年，政府修築了一個人工流域，以免81號州際公路所收集到的雨水流入溪流。
2000年代初，非營利組織賓夕法尼亞東部廢棄礦山復墾聯盟（Eastern Pennsylvania Coalition for Abandoned Mine Reclamation）提倡拉克瓦納河流域保護計劃，並建議斯克蘭頓市政府把梅多溪的保護工作納入其分區計劃。另外，該組織亦在它的斯克蘭頓綜合計劃內提出保育現有溪段等措施，同時指出溪流恢復是不切實際的。2004年，組織獲賓夕法尼亞邦資助，耗資600萬美元重建佩恩大道至溪口的一段涵洞系統。

## 生態
賓夕法尼亞州政府把梅多溪劃定為冷水魚漁場和洄游魚漁場。
在鄰近森林山公墓的位置還保留了一段天然溪道，且有一個原始森林。截至2000年代初，該地區生長著二十多棵樹齡超過150年的白松、鐵杉和紅橡樹。然而，墓地協會在1996年允許一些機構在區內砍伐十多棵樹齡更長的樹木，其樹齡介乎在175至250年之間。除了原始森林外，森林山公墓至溪流一帶的下層植被長有原生杜鵑花。溪岸地區亦長有山月桂及其他森林植物。
1997年，美國陸軍工兵部隊調查認為沿溪區域適合松鼠、兔子和老鼠等小型哺乳動物生存。但是除了鳥類之外，工兵部隊未有在這片區域內觀察到任何野生動物的蹤跡。